# Stéphane Boulila
Pour les articles homonymes, voir Boulila.
Stéphane Boulila est un footballeur français né le 30 décembre 1974 à Épinay-sur-Seine. Il joue au poste de milieu de terrain offensif du début des années 1990 au milieu des années 2010. 
Handicapé par de nombreuses blessures à la cheville durant sa carrière, il dispute deux rencontres de division 1, vingt-huit rencontres de division 2 et remporte la Coupe de Tunisie en 2000 avec le Club Africain. Il fait l'essentiel de sa carrière dans les rangs amateurs au sein notamment de l'Olympique Noisy-le-Sec et du CM Aubervilliers.

## Biographie
Stéphane Boulila commence le football à l'Olympique Noisy-le-Sec et en 1992, il intègre l'équipe première qui évolue en division 3. L'année suivante, l'entraîneur Nasser Sandjak en fait un titulaire au poste de milieu offensif et il dispute vingt-et-une rencontres pour cinq buts inscrits. Repéré par le FC Nantes, il intègre le centre de formation du club en 1994. Il dispute vingt quatre rencontres avec l'équipe réserve et apparaît une fois sur la feuille de match de l'équipe première sans rentrer en jeu.
La saison suivante Stéphane Boulila retourne à l'Olympique Noisy-le-Sec qui évolue en National. En 1996, il est recruté par l'En Avant de Guingamp et joue une rencontre de division 1. Non conservé par le club breton, il retourne à l'Olympique Noisy-le-Sec avant de signer pour Le Mans UC et disputer une saison pleine en division 2. L'entraîneur Marc Westerloppe le replace au poste de milieu offensif droit et il inscrit quatre buts en vingt-quatre rencontres de championnat.
Recruté par le FC Metz, Stéphane Boulila ne dispute qu'une rencontre en équipe première lors de la 10e journée du championnat. Il entre en jeu à la 77e minute du derby disputé face à l'AS Nancy-Lorraine qui se conclut sur un match nul deux partout et en octobre 1999, il est prêté au Mans UC.
En juin 2000, il rejoint le Club africain, équipe de division 1 tunisienne et remporte en octobre la Coupe de Tunisie. Quelques mois plus tard, il est victime d'une grave blessure à la cheville et se retrouve absent des terrains pendant trente mois. Il ne recommence l'entraînement qu'au printemps 2004 et en juin, il signe au RC France en National. L'équipe termine 6e du championnat mais en fin de saison est placé en liquidation judiciaire. Il s'engage alors avec le SCO Angers où il retrouve son entraîneur au Racing, Stéphane Paille.
En juin 2006, il intègre l'effectif du CM Aubervilliers, club de division d'honneur mais son début de saison est marqué par de nombreuses blessures et il ne dispute que trois rencontres avant de rejoindre en janvier 2007, le FC Sète en National où il signe un contrat de six mois avec une option d'un an supplémentaire. Son expérience dans le club sétois ne dure que deux mois et après trois matchs disputés il quitte le club en mars.
Il retourne en octobre 2007 à l'Olympique Noisy-le-Sec en CFA 2 et déclare alors « J'ai connu une carrière en dents de scie et j'ai arrêté de rêver. Noisy, c'est ma maison. J'y suis né et j'habite à cinq minutes du stade. ». Capitaine de l'équipe, il inscrit huit buts en dix-sept matchs et le club monte en CFA en fin de saison,. La saison suivante est difficile mais le club assure son maintien et en juin 2009, il rejoint le CM Aubervilliers évoluant en CFA2 par amitié pour l'entraîneur Abdellah Mourine. Stéphane Boulila et ses coéquipiers parviennent en fin de saison à monter en CFA et l'année suivante, il est le meilleur buteur de l'équipe en championnat avec douze buts inscrits,. La saison suivante, il est le meilleur buteur de CFA, tous groupes confondus, en inscrivant vingt-huit buts en trente-et-un matchs, le club ne termine seulement que second à trois points du CA Bastia qui accède au National.
Il se retire des terrains à la fin de la saison 2014 mais revient sur sa décision en février 2015 pour jouer avec la JA Drancy. Il arrête définitivement la compétition en fin de saison après avoir disputé neuf rencontres pour un but inscrit et devient entraîneur des attaquants du club.
Stéphane Boulila devient, en octobre 2015, entraîneur du AF Bobigny, il termine premier du championnat National 3 d’Île-de-France en 2018.

## Statistiques
| Saison                | Club                  | Championnat           | Championnat | Championnat | Coupe(s) nationale(s) | Coupe(s) nationale(s) | Total | Total |
| Saison                | Club                  | Division              | M.          | B.          | M.                    | B.                    | M.    | B.    |
| 1996-1997             | EA Guingamp           | Division 1            | 1           | 0           | -                     | -                     | 1     | 0     |
| 1997-1998             | Le Mans FC            | Division 2            | 20          | 3           | 4                     | 1                     | 24    | 4     |
| 1999-2000             | FC Metz               | Division 1            | 1           | 0           | -                     | -                     | 1     | 0     |
| 1999-2000             | Le Mans FC            | Division 2            | 8           | 0           | -                     | -                     | 8     | 0     |
| Total sur la carrière | Total sur la carrière | Total sur la carrière | 30          | 3           | 4                     | 1                     | 34    | 4     |

## Palmarès
Stéphane Boulila dispute deux rencontres de division 1 et 28 de division 2 pour un but marqué. Il gagne en 2000 avec le Club africain la Coupe de Tunisie.
Il remporte avec l'Olympique Noisy-le-Sec le groupe A de CFA 2 en 2008 et réussit la même performance en 2010 avec le CM Aubervilliers en remportant le groupe B.
Il termine meilleur buteur de CFA, tous groupes confondus, en 2012 en inscrivant vingt-huit buts sous les couleurs du CM Aubervilliers.
Il remporte avec l'AF Bobigny le championnat de National 3 en 2018. 